# Reliquiario di Monymusk

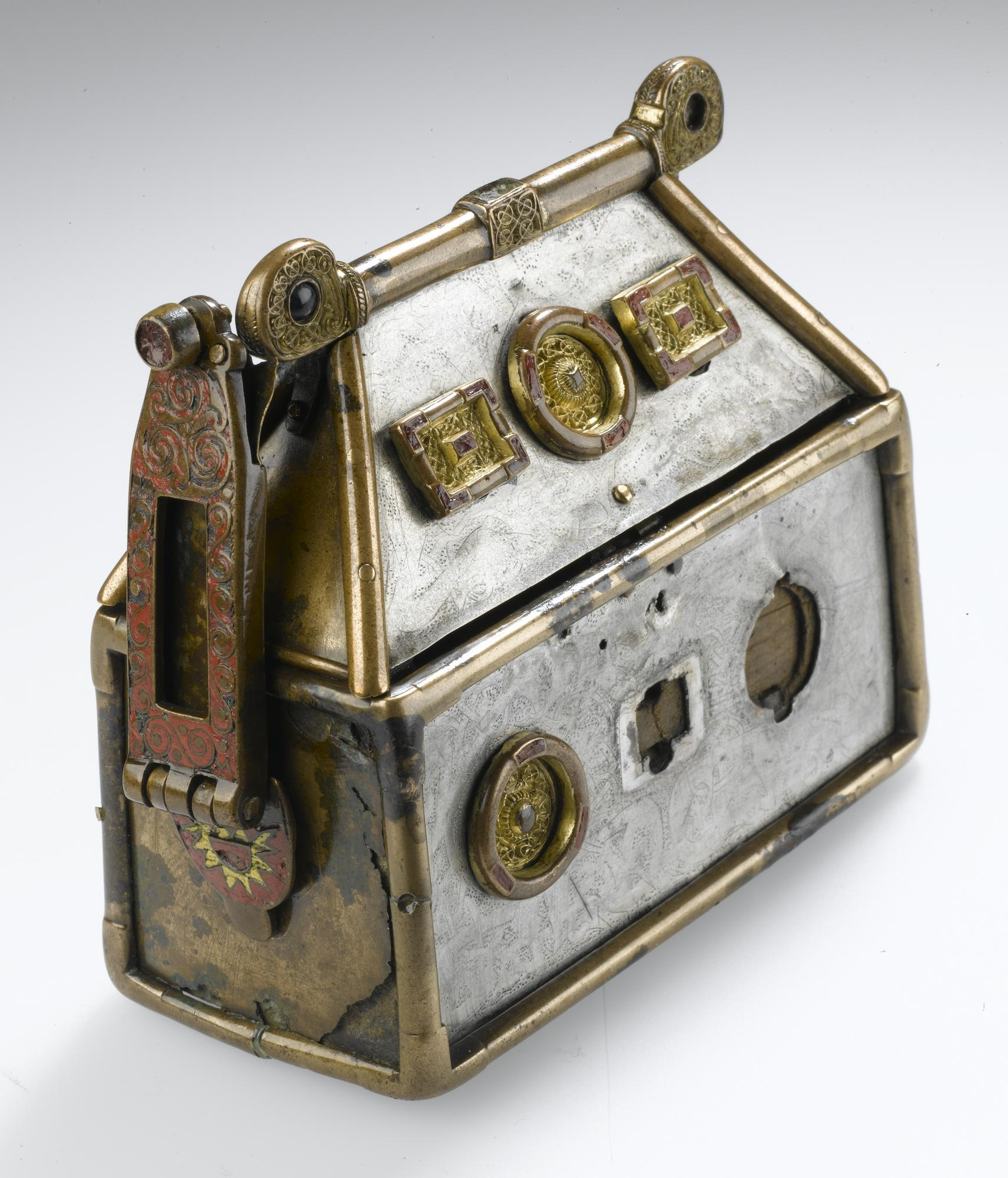
Il reliquiario di Monymusk, inizio VIII secolo

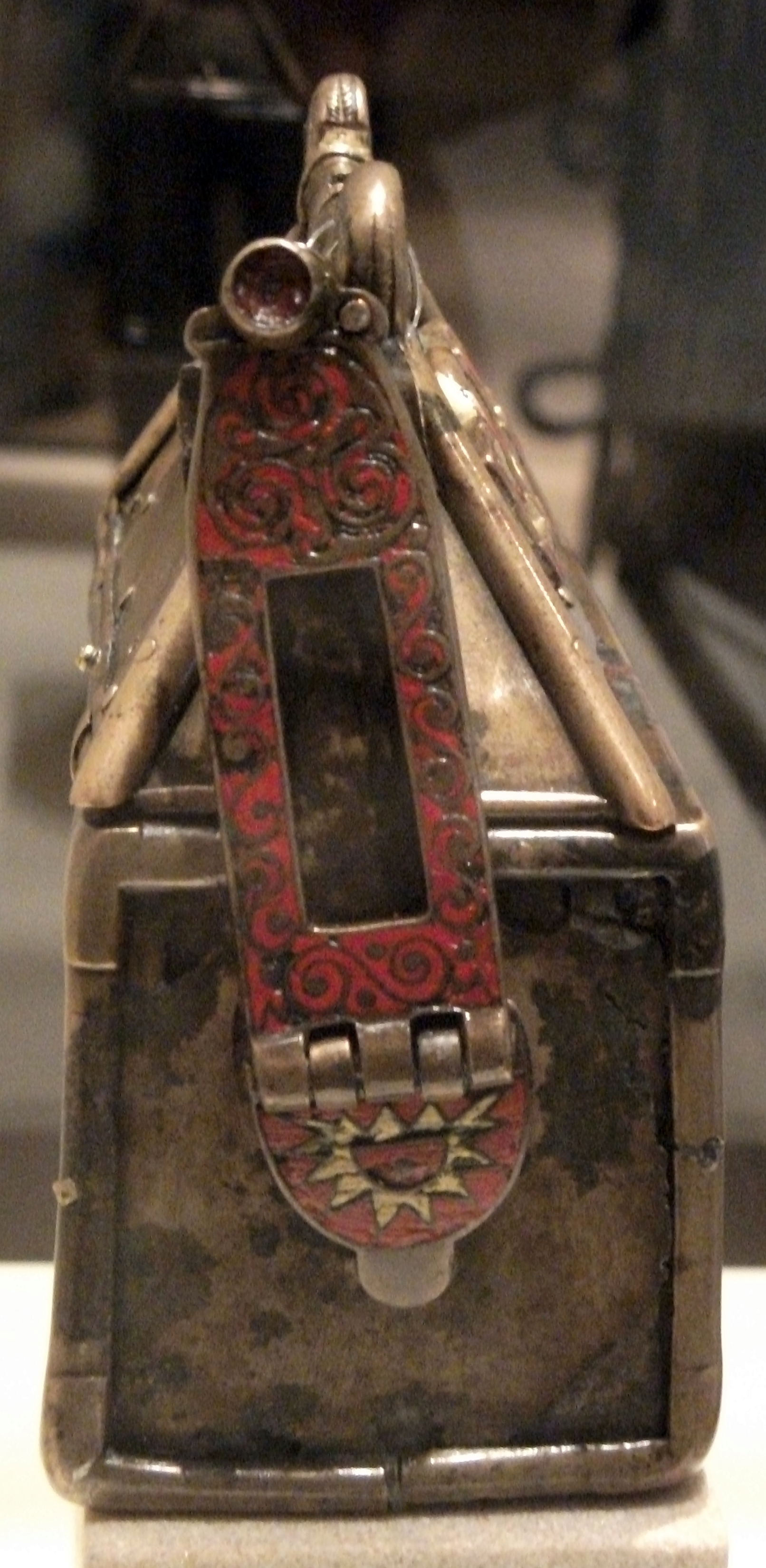
Veduta laterale

Il reliquiario di Monymusk è un reliquiario scozzese dell'VIII secolo fatto di legno e metallo, caratterizzato da una fusione insulare di disegno gaelico e pitto e di metallurgia anglosassone, probabilmente ad opera di monaci ionani. Si è detto che fosse il Brecbennoch di San Columba (gaelico moderno Breac Bannoch o "cosa appuntita in rilievo"), un'insegna da battaglia sacra dell'esercito scozzese, che si usava per l'assistenza del santo, ma che ora si pensa non sia l'oggetto menzionato nei registri storici. Pochissimi reliquiari insulari sopravvivono, sebbene molti siano menzionati nei registri dell'epoca. È un esempio iniziale della cassa o reliquiario a forma di casa, che divenne popolare in tutta Europa alla fine del Medioevo, forse influenzato dagli stili insulari. Il reliquiario di Monymusk è ora vuoto. Le sue dimensioni sono 112 mm di lunghezza x 51 mm di profondità e 89 mm di altezza.

## Stile
È caratterizzato da una mescolanza di disegni artistici pitti e di tradizioni artistiche irlandesi (forse portate per la prima volta in Scozia da missionari irlandesi nel sesto secolo), fuse con tecniche metallurgiche anglosassoni, un movimento artistico ora classificato come arte insulare o iberno-sassone. Il cofanetto è di legno, ma è coperto con una lega di argento e rame. Fu fatto intorno al 750, probabilmente da monaci ionani. Mostra una combinazione dello stile pitto e insulare che appaiono in manoscritti come l'Evangeliario di Lindisfarne (c. 715 d.C.). Le lastre d'argento sul davanti e sul coperchio del cofanetto sono dedorate con bestie che balzano e si contorcono e si mordono la coda su un campo maculato, caratteristico dello stile animale dell'arte celtica. I segni a puntino del punzone sono tipicamente irlandesi come stile.

## Storia
Fu significativo perché si diceva che avesse contenuto le reliquie sacre di San Columba, il santo più popolare della Scozia medievale, e dal XIX secolo si credette che fosse il "Brecbennoch di San Columba", un'insegna di battaglia sacra dell'esercito scozzese, benché questo sia ora messo in dubbio dagli studiosi. Può darsi che sia stato consegnato all'abate dell'Abbazia di Arbroath durante il regno di Guglielmo I (r. 1165 - 1214), che a sua volta lo affidò alle cure di qualcun altro presso Forglen. Al custode era affidata la cura del reliquiario, così che potesse essere usato dagli Scozzesi in battaglia per l'assistenza del santo. Fu portato dall'esercito gaelico che fu ottenne la vittoria contro l'esercito del re Edoardo II d'Inghilterra nella Battaglia di Bannockburn (1314). Restò a Forglen fino al sedicesimo secolo, quando sia Forglen che Monymusk caddero nelle mani della famiglia Forbes. Nel 1712 fu trasferito a sir Francis Grant of Cullen. Rimase nella collezione Grant fino al 1933, quando fu acquisito dal popolo. È ora affidato al Museo di Scozia, dove è senza dubbio uno dei pezzi più importanti dell'intera collezione del Museo.

### Ulteriori letture
- David H. Caldwell, The Monymusk Reliquary: the Breccbennach of St Columba? (PDF), in Proceedings of the Society of Antiquaries of Scotland, vol. 131, 2001 (archiviato dall'url originale il 17 gennaio 2014).
- Francis C. Eeles, The Monymusk Reliquary (PDF), in Proceedings of the Society of Antiquaries of Scotland, vol. 68, 1933 (archiviato il 17 gennaio 2014).